# Одо II (Бургундия)
Одо II (на френски: Eudes II, Odo II; * 1118; † 27 септември 1162) е през 1143 – 1162 г. херцог на Бургундия.

## Живот
Той е първият син и наследник на херцог Хуго II Миролюбивия († 1143) и Матилда де Майен († сл. 1162), дъщеря на Готие граф на Майен и Аделина от Прел. Сестра му Сибила (* 1126; † 1150) се омъжва през 1149 г. за Рожер II († 1154), от 1130 крал на Сицилия.
При коронизацията на крал Луи VII през 1137 г. Одо II му отказва своето подчинение, но е задължен да го направи от папа Адриан IV.
През 1145 г. той се жени за Мария от Шампан (* 1128; † 11 март или 7 август 1190), дъщеря на Тибо II, граф на Шампан и Блоа и Матилда, херцогиня на Каринтия. Тя е сестра на кралица Адел дьо Блоа-Шампан, третата съпруга на френския крал Луи VII от 1160 г.
През 1147 г. Одо II помага на своя братовчед Афонсу I при обсадата на Лисабон. Той е обаче разбойнически владетел и прави за опрощение на постъпките си пътуване до Светата земя и умира по пътя през 1162 г. Погребан е в манастир Cîteaux. Вдовицата му става регент на Бургундия до 1165 г. на синът им Хуго III и от 1174 г. абатеса на манастира Фонтевро.

## Деца
- Аликс (* 1146; † 1192); ∞ I. 1164 за Архамболт дьо Бурбон († 1169), син на Архамболт VII († 1171/73), годподар на Бурбон; ∞ II. за Одо дьо Деол († 1208), годподар на Boussac
- Хуго III (* 1148; † 1192), 1162 херцог на Бургундия, 1183 дофин на Виен, граф на Албон и граф на Гренобъл; ∞ 1165, изгонена 1183, Аликс от Лотарингия († 1200), дъщеря на херцог Матиас I от Горна Лотарингия; ∞ 1183 Беатрис, 1162 дофина на Виен, графиня на Албон и Гренобъл (* 1161, † 15 декември 1228), дъщеря и наследничка на Гиг V от Албон.
- Матилда (Mahaut, † 22 юли 1202); ∞ Роберт IV граф на Оверн († 1194)